# سفارة اليابان في سويسرا
سفارة اليابان في سويسرا هي أرفع تمثيل دبلوماسي لدولة اليابان لدى سويسرا. تقع السفارة في برن وهي تهدف لتعزيز المصالح اليابانية في سويسرا.

## وصلات خارجية
- قائمة سفارات اليابان
- قائمة السفارات في سويسرا